# Święta Agata (obraz Francisco de Zurbarána)
Święta Agata (hiszp. Santa Águeda) – obraz Francisco de Zurbarána, jeden z siedmiu portretów świętych zleconych po Soborze trydenckim przez kardynała Paleottiego.
Tytułowa męczennica Agata, poniosła śmierć ok. roku 251, za panowania cesarza rzymskiego Decjiusza. Jej żywot był wzorowany na legendach innych czterech świętych dziewicach: św. Małgorzaty, św. Doroty, św. Barbarze z Nikomedii i św. Katarzynie z Aleksandrii. Każda z nich była niezwykłej urody, pochodziły z dobrych rodów, złożyły śluby czystości i ginęły za wiarę w Chrystusa. Według legendy Agata również złożyła śluby czystości. By złamać jej wiarę i by pozbawić cnoty zamknięto ją w domu rozpusty, gdzie namawiano ją do ożenku z prefektem Katanii, Kwincjanem oraz namawiano ją do wyrzeczenia się wiary. Święty Izydor z Sewilli na przełomie VI i VII wieku pisał: Pełna wiary, szlachetna dziewczyna, odrzuca te słowa i całą nadzieję pokłada w Chrystusie, zawsze niezwyciężona.

## Opis obrazu
Zurbarán przedstawia Agatę jako piękną kobietę pochodząca z dobrego domu. Na jej stan świadczyć mają jedwabna suknia i perły wiszące na jej szyi. Były to wówczas najdroższe klejnoty na równi ze zlotem, uważane za symbol czystości i nieskazitelności. Perła była identyfikowana z Jezusem, a jego związek z nią przedstawiał m.in. Klemens Aleksandryjski w swojej pracy Wychowawca: 

Perłą jest jaśniejący, przeczysty Jezus, którego poczęła Dziewica z Boskiego światła: jak bowiem perła powstająca w ciele i muszli perłowca oraz w wilgoci jest ciałem wilgotnym i przejrzystym pełnym światła i powietrza, tak i Bóg wcielony Logos jest duchowym światłem przeświecającym przez wilgotne ciało

 Do sukni ma przypięty czerwony płaszcz, będący aluzją do jej męczeńskiej śmierci i do krwi Chrystusa. Święta Agata trzyma w rekach tacę z odciętymi piersiami, które są jej atrybutami. Jak podaje legenda, gdy odrzuciła zaloty namiestnika, ten wsadził ją do lochu, gdzie poddał torturom; miano ją chłostać, przypalać gorącym żelazem i w końcu odciąć piersi. Po dniach tortur została przewieziona do więzienia, gdzie w nocy miała widzenie świętego Piotra, a Anioł uleczył jej rany i przywrócił piersi. W kolejny dzień została poddana następnym torturom, lecz wówczas zatrzęsła się ziemia i pałac namiestnika pochłonęła ziemia. Święta zmarła w więzieniu. Agata, biorąc pod uwagę ukrytą symbolikę, jest niezłomną męczennicą, która bez strachu oddaje życie w imię miłości do Chrystusa.
Do postaci Agaty pozowała prawdopodobnie ta sama kobieta co w innych dziele z tego samego cyklu: Święta Małgorzata